# Shane Walsh

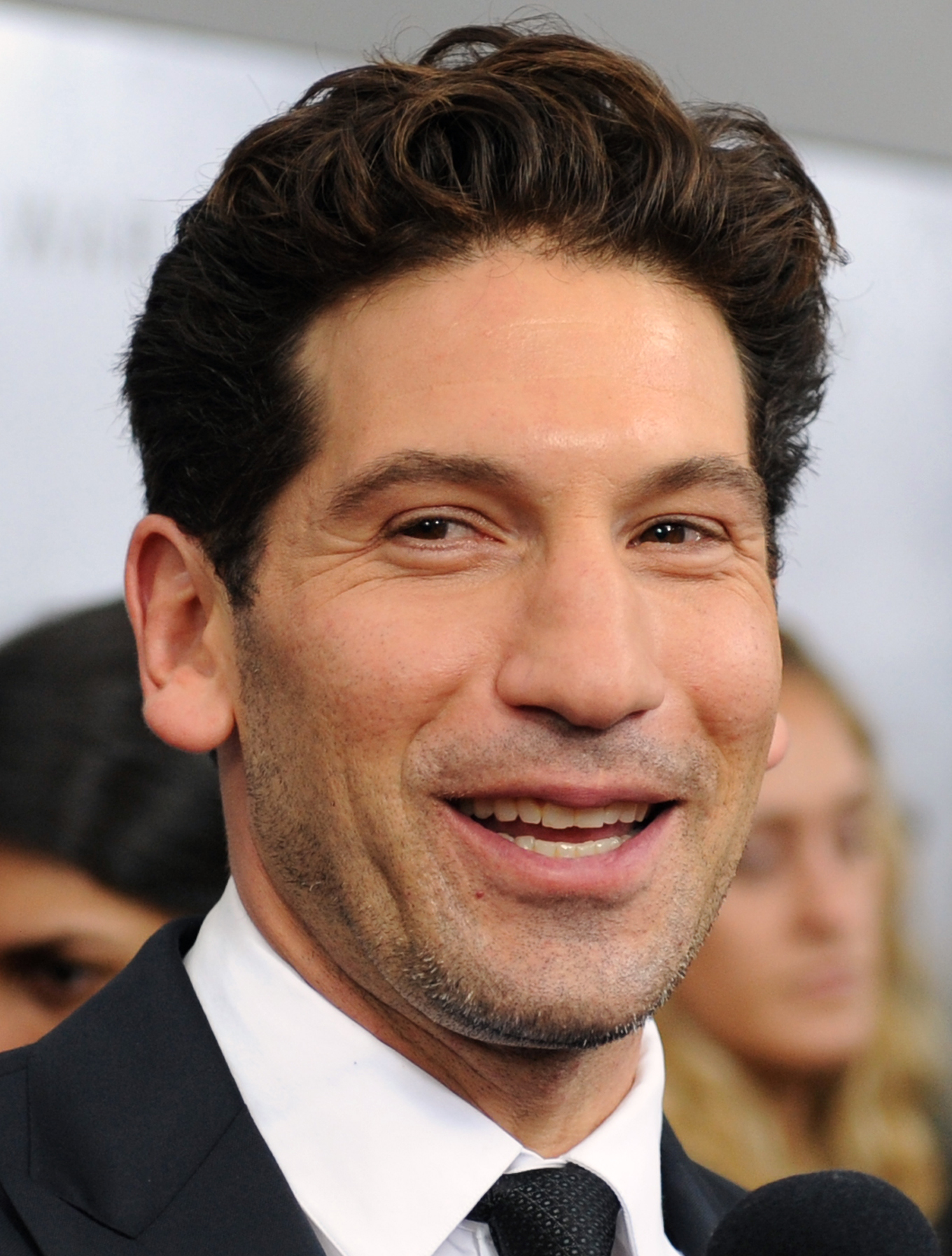
Jon Bernthal spelar Shane Walsh i The Walking Dead.

Shane Walsh är en fiktiv figur från serieteckningen The Walking Dead och framställs av Jon Bernthal i den amerikanska TV-serien med samma namn.
I serieteckningen framställs Shane som en vice sheriff i Cynthiana, liksom den långvariga vännen och kollegan till protagonisten Rick Grimes. Efter att Rick har skjutits och satts i koma och zombieutbrottet inträffar, räddar han Ricks familj och leder en grupp överlevande och blir romantiskt involverad med Ricks maka, Lori. När Rick återvänder till sin familj vid liv blir Shane allt mer avundsjuk på deras förhållande, liksom Ricks roll i gruppen.
I TV-seriens första säsong leder Shane de överlevande tills Ricks ankomst, då han blir Ricks högra man. Återföreningen är inte helt vänskaplig; under andra säsongen, utvecklas Shane till en antagonistisk karaktär, blir mer aggressiv och oförutsägbar, på grund av hans växande besatthet av Lori och efterföljande avundsjuka av Rick. Han blir också villig att överge eller döda de som han anser som belastningar för gruppen och har inget moraliskt samvete för utomstående. Detta sätter Shane i strid med Ricks moraliska ledarskap, eftersom han tror att Rick är dåligt utrustad för att leda och att han, Shane, skulle bli en bättre ledare.
Shane Walsh skapades av Robert Kirkman och Tony Moore, författaren och originalkonstnären i serieteckningen The Walking Dead. Karaktären dök upp första gången i den första utgåvan av serietidningsserien i oktober 2003, men utvidgades kraftigt i TV-serien från 2010. Som ett resultat lever Shane mycket längre i kronologin i berättelsen i TV-serien än han gör i serieteckningen.